# لو بوتيت-أبيرجومون
لو بوتيت-أبيرجومون (بالفرنسية: Le Petit-Abergement)‏ هي بلدية فرنسية تقع في إقليم الآن في فرنسا. رمز إنسي لها هو:1292. أما الرمز البريدي لها فهو: 1260.